# Route nationale 411
Die Route nationale 411, kurz N 411 oder RN 411, war eine französische Nationalstraße im Département Meurthe-et-Moselle, die von einer Straßenkreuzung mit der Nationalstraße 57 in Dieulouard nach Toul führte. 2006 erfolgte die Herabstufung zur Départementsstraße 611. Ihre Länge betrug 17 Kilometer.

## Geschichte
Die Route Nationale 411 lief entlang einer alten Römerstraße, die von Metz nach Reims führte.

## Streckenverlauf
| Position | höchste zulässige Gesamtgeschwindigkeit | Fahrbahnen | Abschnitt | Längengrad | Breitengrad |
| -------- | --------------------------------------- | ---------- | --------- | ---------- | ----------- |
| 1        | 90                                      | 2          | A 31      | 48.6763    | 5.9226      |
| 2        | 90                                      | 2          | Mosel     | 48.6817    | 5.9125      |
| 3        | 90                                      | 2          | Mosel     | 48.6845    | 5.9084      |
| 4        | 90                                      | 2          |           | 48.6898    | 5.9036      |
| 5        | 90                                      | 2          |           | 48.6915    | 5.9024      |